# Tremblois-lès-Rocroi
Tremblois-lès-Rocroi är en kommun i departementet Ardennes i regionen Grand Est (tidigare regionen Champagne-Ardenne) i nordöstra Frankrike. Kommunen ligger  i kantonen Rocroi som ligger i arrondissementet Charleville-Mézières. År 2022 hade Tremblois-lès-Rocroi 156 invånare.

## Befolkningsutveckling
Antalet invånare i kommunen Tremblois-lès-Rocroi
Referens: INSEE